# Amun
Amun (tên khác Amon (/ɑːmən/), Amen; tiếng Hy Lạp cổ đại: μμων Ammon, μμων Hammon), vợ là nữ thần Amunet, là 2 trong 8 vị thần sơ khai đầu tiên trong tôn giáo Ai Cập cổ đại (Ogdoad).

## Gia đình
Người vợ đầu tiên của Amun là nữ thần chiến tranh Wosret.
Vào vương triều thứ 11, Amun trở thành vị thần bảo hộ của thành phố cổ đại Thebes, thay thế thần chiến tranh Montu. Trong triều đại thứ 12, Amun được coi là Vua của các vị thần, vợ ông là nữ thần Mut thay cho Amunet. Amun và Mut có một người con, là thần Mặt trăng Khonsu, tạo nên "Bộ ba Theban".

## Biểu tượng
Cái tên của ông mang ý nghĩa là "tàng hình" hay "người ẩn thân". Người ta cho rằng ông tự tạo ra chính mình (như Ptah) trước khi tạo ra thế giới. Khi sáp nhập với Ra, ông trở thành một vị thần vừa vô hình vừa hữu hình.
Amun xuất hiện dưới nhiều hình hài khác nhau như ếch, rắn hổ mang, cá sấu hay khỉ. Ông có thể tự tái sinh mình bằng cách biến thành rắn và lột da. Nhưng phổ biến nhất là hình dáng một người đàn ông với cái đầu cừu hoặc một con cừu. Cuối cùng thì ông xuất hiện với hình ảnh một vị vua ngồi trên ngai vàng, đội vương miện với 2 chóp lông (tương tự Min).

## Thần thoại
Sau cuộc nổi loạn của Thebes chống lại Hyksos và với sự cai trị của Ahmose I, thần Amun nâng tầm quan trọng lên quy mô quốc gia, thể hiện việc kết hợp với thần Mặt trời Ra, trở thành thần Amun-Ra.
Vào thời kỳ Tân vương quốc, Amun được nâng lên hàng đấng sáng tạo vũ trụ, Ai Cập lúc này theo thuyết độc thần. Ông được coi là cha và người bảo vệ cho các pharaoh. Ahmose-Nefertari, người chị/em gái, đồng thời là vợ của Ahmose I, được phong tặng danh hiệu "Vợ của Amun". Danh hiệu này được dùng để gọi các bà chính cung của các pharaoh. Nữ hoàng Hatshepsut cho rằng, mẹ của bà đã thụ thai với Amun (dưới hình hài của Thutmose I).
Dưới thời trị vì của Akhenaton, Amun bị thay thế bởi thần mặt trời Aten và cho xây dựng kinh đô mới tại Akhetaten (ngày nay là Amarna). Tuy nhiên, sự thờ cúng thần Aten lại bị dẹp bỏ dưới thời cai trị của pharaoh Tutankhamun, con ông, và thuyết đa thần lại được phục hồi.

## Thờ cúng
Sự thờ phượng Amun thậm chí đã lan sang các nước láng giềng, đặc biệt là Nubia. Vào triều đại thứ 23, Amun-Ra là vị thần sơ khai của Vương quốc Napata (Nubia) và người Hy Lạp coi ông là tương đương với Zeus.
"Lễ hội Opet" kỷ niệm ngày cưới của Amun với nữ thần Mut. Vào ngày đó, bức tượng của thần từ đền thờ Karnak được đưa xuống sông Nile, xuôi dòng về đền Luxor

## Sách tham khảo

Sau thời trị vì của Akhenaton, hình ảnh của thần Amun được vẽ lại với nước da màu xanh biển

- Adolf Erman, Handbook of Egyptian Religion (London, 1907)
- David Klotz, Adoration of the Ram: Five Hymns to Amun-Re from Hibis Temple (New Haven, 2006)
- David Warburton, Architecture, Power, and Religion: Hatshepsut, Amun and Karnak in Context, 2012, ISBN 9783643902351.
- E. A. W. Budge, Tutankhamen: Amenism, Atenism, and Egyptian Monotheism (1923).
- Ed. Meyer, article "Ammon" in W. H. Roscher's Lexikon der griechischen und römischen Mythologie
- Pietschmann, articles "Ammon" and "Ammoneion" in Pauly-Wissowa, Realencyclopädie.